# Hunowie

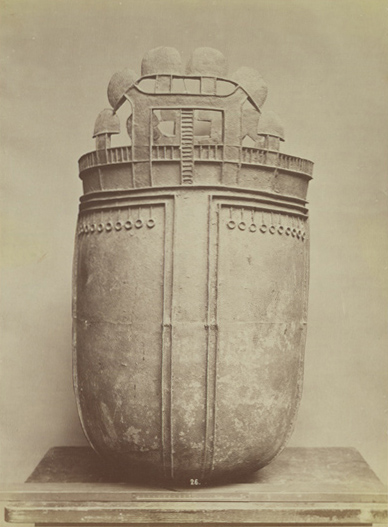
Huński kocioł

Hunowie (stgr. Οῦννοι, Χοῦνοι; łac. Huni, Hunni, Chuni, Unni) – lud koczowniczy, który ok. roku 370 najechał Europę i przyczynił się do upadku Cesarstwa zachodniorzymskiego.

## Historia

### Początki
Hunowie (jako Χοῦνοι) po raz pierwszy wzmiankowani są przez Ptolemeusza (zm. ok. 168), który umieszcza ich pośród ludów europejskiej Sarmacji. Analiza jego tekstu pozwala na przyjęcie, że ówcześni Hunowie żyli pomiędzy Donem a Manyczem na północy, górnym biegiem Kubania na południu i Morzem Azowskim na zachodzie. Na wschodzie ich terytorium mogło się rozciągać aż do Morza Kaspijskiego i regionu ujścia Wołgi. Wydaje się, że w ciągu następnych dwóch stuleci nie zmienili oni miejsca pobytu, ponieważ Ammianus Marcellinus nadal umieszcza ich „za maeockimi bagnami”, czyli w pobliżu Morza Azowskiego. W sumie nawet sceptyczny wobec utożsamiania „Hunów” Ptolemeusza z Hunami późniejszymi Denis Sinor przyznaje, że „nie można polemizować ze stwierdzeniem, iż przed wejściem w kontakt ze światem rzymskim, Hunowie żyli na wschód od Morza Azowskiego, na stepach południowej Rosji lub być może nawet dalej na wschodzie”.

### W Europie, przed Attylą
Anglowie, Sasi, Jutowie (Anglosasi)
     Frankowie
     Goci
     Wizygoci
     Ostrogoci
     Hunowie
     Wandalowie

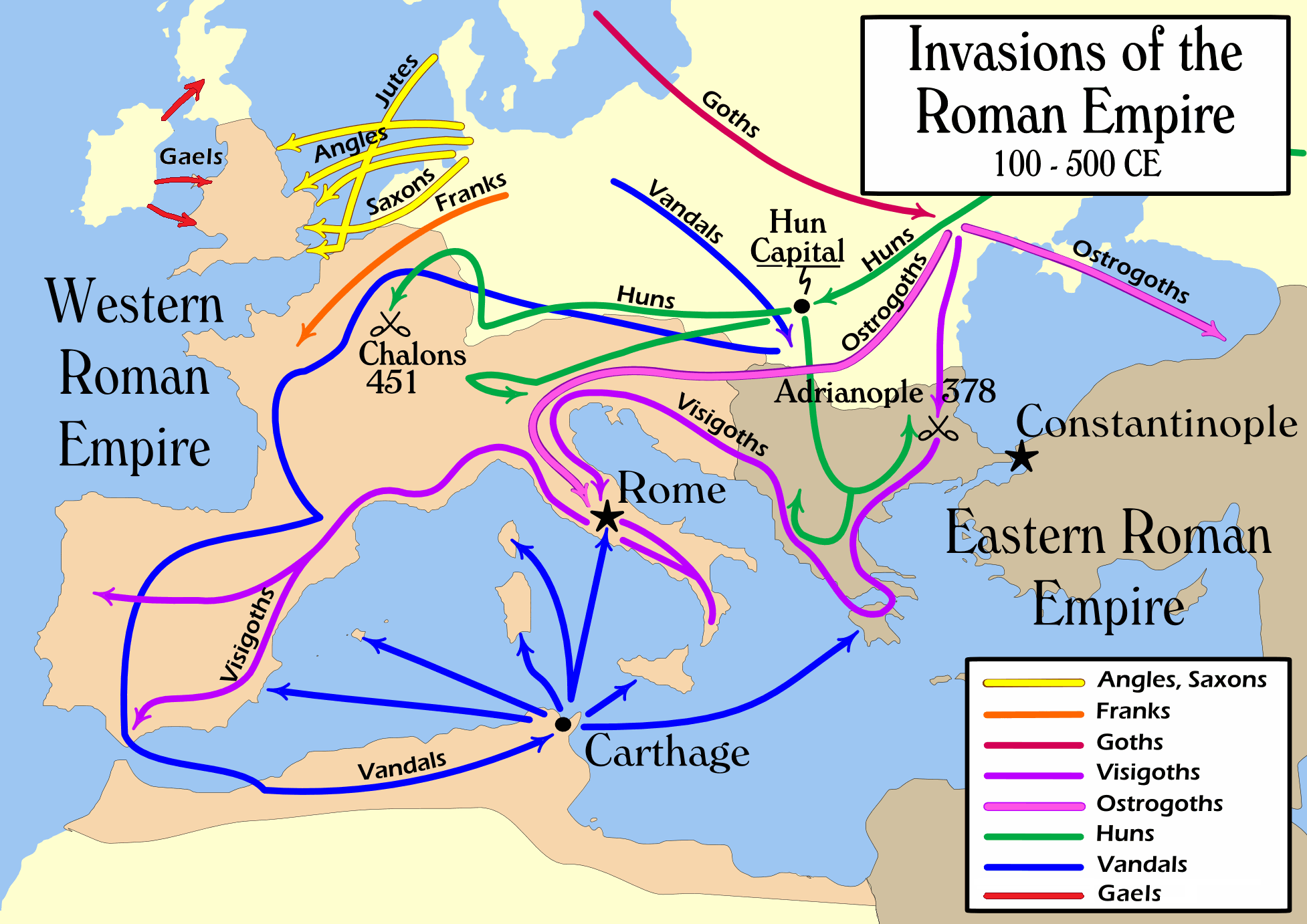
Uproszczona mapa najazdów barbarzyńców na teren cesarstwa rzymskiego
----
Anglowie, Sasi, Jutowie (Anglosasi)
Frankowie
Goci
Wizygoci
Ostrogoci
Hunowie
Wandalowie

Zarówno Ptolemeusz, jak i Ammianus, umieszczają Hunów w pobliżu Alanów. Alanowie brali udział w następnych wyprawach wojennych. Połączone siły Hunów i Alanów ok. roku 376 zwróciły się przeciwko Ostrogotom. Ich król, Hermanaryk, miał popełnić samobójstwo, nie będąc w stanie przeciwstawić się najeźdźcy, zaś jego następca, Witimeris, zginął w bitwie. Po tych wydarzeniach Ostrogoci podporządkowali się Hunom, chociaż nadal byli rządzeni przez własnego króla. Część Ostrogotów nie pogodziła się jednak z huńską dominacją i nawiązała kontakt z wodzem Wizygotów Atanarykiem. Hunowie jednak niespodziewanie przekroczyli Dniestr i pobili Atanaryka, zanim ten zdołał połączyć się z niezadowolonymi Ostrogotami. Pokonani Wizygoci schronili się albo w regionie Karpat, albo w Tracji, gdzie Rzymianie pozwolili im się osiedlić. W Tracji jednak wkrótce podnieśli bunt i w roku 378 pokonali Rzymian pod Adrianopolem.
O wspomnianym jedynie przez Jordanesa królu (łac. rex) Hunów, Balamberze, który miał zapoczątkować wojnę z Ostrogotami, nie wiadomo nic poza jego imieniem. Według jednego z historyków: „Wydaje się czymś rozsądnym założyć, że Balamber nigdy nie istniał; Goci wymyślili go, by wyjaśnić, kto ich podbił”. Denis Sinor uważa, że w najlepszym wypadku Balamber był przywódcą plemienia lub ad hoc utworzonej grupy wojowników. Według Ammianusa Hunowie, „gdy dostaną do rozpatrzenia jakieś ważne sprawy publiczne, wszyscy odbywają naradę, nie zsiadając z koni. Nie poddają się żadnej władzy królewskiej, lecz zadowalają mało rygorystycznym przywództwem swej elity”. Źródła nie dostarczają żadnych świadectw istnienia narodowej świadomości wśród Hunów, ani nawet silniejszego poczucia solidarności. Przeciwko swoim huńskim agresorom Witimeris miał zaciągnąć również huńskich najemników. Autonomię różnych huńskich grup potwierdza także fakt, że część z nich przyjęła status sprzymierzeńców i wspólnie mniejszością w postaci Gotów i Alanów osiedliła się w Panonii. Ci Hunowie brali następnie udział w wojnach Cesarstwa Rzymskiego, w roku 384 walcząc przeciwko Jutungom w służbie Walentyniana II (375–392), zaś w roku 388 pomagając Teodozjuszowi I (379–395) pokonać uzurpatora Maksymusa. W roku 394 wojownicy huńscy z Tracji ponownie zostali najęci przez Teodozjusza, kiedy ten walczył z uzurpatorem Eugeniuszem. Nie ulega wątpliwości, że na przełomie IV i V stulecia „nikt nie mógł rościć sobie pretensji do władzy nad wszystkimi frakcjami huńskimi”, o czym świadczy także fakt, że aż do roku 395 żaden Hun (oprócz nieznanego bliżej Balambera) „nie jest wspomniany z imienia – jasna wskazówka, że żaden z nich nie był wpływowym przywódcą”.
W latach 395–396 Hunowie przedsięwzięli wielki rajd przez Kaukaz do Armenii, Syrii, Palestyny i północnej Mezopotamii. Na czele tej wyprawy mieli stać Basich i Kursich, których źródła określają jako „archontów” (stgr. ἄρχωντες), przez co należy rozumieć wysokiej rangi dowódców. Zanim Hunowie wycofali się ze splądrowanych terytoriów, mieli jeszcze podjąć atak na perski Ktezyfon, jednak w wyniku kontrataku sasanidzkiego ponieśli ciężkie straty i musieli porzucić większość swojej zdobyczy. Kierunek inwazji huńskiej sugeruje, że większość z nich pozostała na Stepie Pontyjskim, nie biorąc udziału w wędrówce ludów. Niemniej jednocześnie z wyprawą azjatycką inni Hunowie przekroczyli Dunaj, atakując Trację. Źródła wskazują, że w tym okresie część Hunów wybrała jako miejsce zamieszkania Panonię i dzisiejszą wschodnią Rumunię.
Te ostatnie tereny były bazą operacji Uldina, drugiego po Balamberze wodza Hunów, którego źródła nazywają królem (regulus). Kiedy w roku 400 gocki wódz Gajnas po swoim nieudanym buncie przeciwko cesarstwu postanowił z resztkami swojej armii uciec za Dunaj, został rozgromiony właśnie przez siły Uldina. Ten odesłał głowę Gajnasa cesarzowi Arkadiuszowi (395–408) i otrzymał za to nagrodę, zaś pomiędzy Hunami a cesarstwem wschodnim zawarty został traktat. Nie przeszkodziło to jednak Uldinowi w latach 404–405 przedsięwziąć kolejnego rajdu na Trację, jak zwykle bez zamiaru trwałej okupacji. W kwietniu 406 roku Hunowie w służbie dowódcy wojsk cesarstwa zachodniego, Stylichona, przyczynili się do pokonania gockiego króla Radagajsa w bitwie pod Fiesole. W roku 408 Uldin ponownie zaatakował Trację, zdobywając Castra Martis (dzis. Kuła) w Mezji. Jednakże wkrótce wiele jego wojsk, przekupionych przez cesarza, opuściło go, inne zaś zostały zniszczone, tak że Uldin z trudnością przedostał się na północny brzeg Dunaju, gdzie słuch po nim zaginął. W roku 409 oddział trzystu Hunów walczył po stronie Rzymian przeciwko gocko-huńskiej armii Ataulfa.
W roku 412 Rzymianie zawarli traktat z kolejnym huńskim władcą, Charatonem, którego siedziba prawdopodobnie znajdowała się w Panonii. Poza tym o Charatonie nie są znane żadne inne informacje o Hunach, aż do roku 422. W tym roku Hunowie najechali Trację pod wodzą niejakiego Rugi (zm. 434), zagrażając samemu Konstantynopolowi i ostatecznie wymuszając traktat, zgodnie z którym cesarstwo miało im co roku wypłacać 350 funtów złota. Ruga kontrolował tereny położone na południe od Karpat oraz na północ od Dunaju, podczas gdy jego brat Oktar (zm. 430) rządził na terytorium Niziny Węgierskiej. Oktar miał zginąć w roku 430 w walce z Burgundami. W roku 425 Aecjusz, który był niegdyś zakładnikiem Hunów i od tej pory pozostawał z nimi w zażyłych stosunkach, przyprowadził podobno 60 tys. Hunów na pomoc uzurpatorowi Janowi. Jan został zabity przez siły Walentyniana III (425–455) kilka dni przed przybyciem huńskich posiłków, jednak ich obecność pozwoliła Aecjuszowi na wytargowanie dla siebie przebaczenia i stanowiska. Na jego prośbę Hunowie mieli powrócić, nie wyrządzając szkody. W roku 432 Ruga wsparł Aecjusza, pomagając mu w przywróceniu jego władzy w Rawennie, za co w następnym roku Hunowie otrzymali prowincję Pannonia Prima.

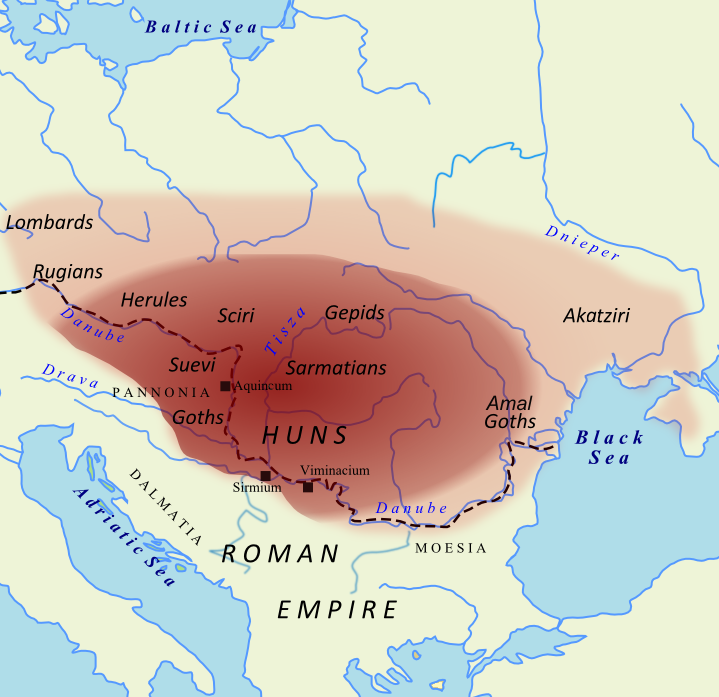
Przypuszczalny zasięg terytorium kontrolowanego przez Attylę ok. roku 450

Mając zapewniony pokój z cesarstwem zachodnim, Ruga zagroził cesarstwu wschodniemu, oświadczając, że zamierza rozpocząć wojnę z plemionami uważanymi przez niego za jego poddanych, które niegdyś uciekły na terytorium bizantyńskie. Rzymianie rozpoczęli negocjacje, podczas których Ruga zmarł. Niemniej władzę objęli po nim jego następcy, Bleda (434–444 albo 445) na dawnym terytorium Rugi, a Attyla (ok. 430–453) – Oktara, i kontynuowali rozmowy. Zawarty w ich wyniku traktat z Margus (dzis. Požarevac) podwyższał należny Hunom trybut do 700 funtów złota. W roku 436 Hunowie wespół z Aecjuszem zniszczyli burgundzkie królestwo Wormacji, co jest czasami uważane za akcję odwetową, za śmierć Oktara. Te wydarzenia stały się potem historycznym rdzeniem „Pieśni o Nibelungach”. W latach 436 do 439 huńskie oddziały wspierały także Rzymian w walce z Wizygotami na terenie Galii, dopóki nie zostały przez tych ostatnich zniszczone. W roku 441 ponownie jednak wybuchła wojna pomiędzy Hunami a cesarstwem wschodnim. W jej trakcie Hunowie zniszczyli takie miasta, jak Viminacium, Margus, Singidinum (dzis. Belgrad) oraz kluczową twierdzę Sirmium. Rozmiary klęski cesarstwa obrazują twarde warunki pokoju z roku 447. Roczny trybut miał być podniesiony do wysokości 2100 funtów złota, a ponadto Rzymianie mieli zapłacić 6000 funtów trybutu zaległego. Huńscy uciekinierzy mieli być wydani i miano nie udzielać im schronienia w przyszłości, a na południe od Dunaju cesarstwo miało utworzyć szeroki na pięć dni drogi pas ziemi niczyjej, tak by łatwo można było kontrolować ruchy armii.

### Pod rządami Attyli
Prawdopodobnie w 444 albo 445 Attyla stał się jedynym władcą Hunów. Trudno jednak ocenić zakres jego władzy. Rzymscy historycy, koncentrując się na aktywności Hunów na Bałkanach, nie dostarczają informacji na temat ich polityki na Stepie Pontyjskim. Z relacji Priskosa wiadomo, że ok. roku 445 Hunowie prowadzili wojnę z zamieszkującym nad Morzem Czarnym ludem Akatzirów, który po klęsce został oddany we władanie syna Attyli Ellaka (453–454 albo 455). Świadczy to, iż nie ma powodów, by uważać, że Hunowie stracili kontrolę nad Stepem Pontyjskim. W 449 Attyla wyraził swoje niezadowolenie z powodu niedotrzymywania przez Rzymian warunków pokoju z roku 447, to jest oferowanie azylu huńskim dezerterom i nieutworzenie pasa ziemi niczyjej na południe od Dunaju. W rezultacie negocjacji w 450 zawarto kolejny traktat pomiędzy Hunami a cesarstwem wschodnim. Jednakże po śmierci Teodozjusza II (408–450) 28 lipca tego samego roku jego następca Marcjan (450–457) odmówił płacenia Hunom rocznego trybutu oraz odmowił ręki siostry Walentyniana III, Honorii. W tej sytuacji Attyla, wspólnie z Alanami zaatakował Galię. Aecjusz porozumiał się jednak ze swoimi dawnym wrogami, Wizygotami, i wspólnie odparli oni huńsko-alańską armię w bitwie na Polach Katalaunijskich w roku 451. Mimo porażki, Attyla wyruszył w następnym roku na Italię i zdobył Akwileję, miał się jednak wycofać na prośbę papieża Leona Wielkiego (440–461). Do podjęcia tej decyzji z pewnością przyczyniły się sprzyjający chorobom klimat doliny Padu i atak cesarza Marcjana na wschodzie.
Według Otto Maenchen-Helfena, choć Attyla był bez wątpienia najważniejszym z władców Hunów, jego potęga jest wyolbrzymiana. Kontrolował on Panonię i niektóre ziemie przyległe, był władcą Hunów, Gotów i Gepidów oraz być może innych grup. W jego przypadku nie jest też czymś pewnym, czy panował on nad wszystkimi Hunami (w szczególności dotyczy to Hunów północnokaukaskich). Kiedy zmarł w roku 453, zanikają informacje o Hunach.

### Po śmierci Attyli
Władza uległa podziałowi pomiędzy synów Attyli. Król Gepidów Ardaryk stanął na czele buntu koalicji różnych ludów przeciwko Hunom, pokonując ich w roku 454 albo 455 w bitwie nad rzeką Nedao. Straty Hunów miały być bardzo ciężkie. W bitwie zginął m.in. najstarszy syn Attyli, Ellak. Wielu z wojowników, którzy przeżyli, udało się w kierunku stepów nadczarnomorskich, gdzie władzę miał nad nimi przejąć kolejny syn Attyli, Ernak. Wydaje się, że jego starszy brat, Dengizich (zm. 469), zajął miejsce Ellaka. W roku 467 obaj bracia zażądali od cesarza Leona I (457–474) zawarcia traktatu i otwarcia targowiska, na którym Hunowie mogliby handlować z Rzymianami, spotkali się jednak z odmową. W tej sytuacji Dengizich chciał rozpocząć wojnę, ale Ernak wolał odejść na Step Pontyjski. Osamotniony Dengizich bezskutecznie próbował odzyskać Panonię i prosił Leona o ziemię i pieniądze. Była to próba odnalezienia się Hunów w ramach cesarstwa i Leon zgodził się ich przyjąć na terytorium bizantyńskim. Dengizich miał jednak nie przestrzegać zawartych ustaleń i jego Hunowie w roku 469 zostali pokonani w bitwie, a głowa jego samego została wystawiona w Konstantynopolu na widok publiczny.
Najwyraźniej większość huńskich plemion o rodowodzie koczowniczym powróciła na stepy i została włączona w nowe grupy plemienne. Współczesne mu źródła nie mówią nic o dalszych losach Ernaka, jako Irnik występuje on jednak w „Imienniku chanów protobułgarskich”, co sugeruje, że Hunowie wzięli udział w etnogenezie Bułgarów. Nie ma jednak sposobu, by ocenić, czy ci, którzy poszli za Ernakiem, stanowili większość Hunów. Dalsze losy tych ostatnich są trudne do prześledzenia także dlatego, iż w bizantyńskiej historiografii nazwa „Hunowie” zaczęła służyć jako ogólne określenie ludów koczowniczych, tak że stosowano ją do ludów, które ani pod względem politycznym, ani etnicznym nie miały z nimi wiele wspólnego, jako określenie potoczne. Kiedy zatem appendiks do syryjskiej kroniki Pseudo-Zachariasza Retora opisuje misję ormiańskiego biskupa Kardusata wśród północnokaukaskich Hunów w połowie VI w., to nie ma pewności, czy chodzi tu rzeczywiście o Hunów, czy też o Sabirów, którzy w tym okresie także zamieszkiwali ten region i często byli nazywani Hunami. Nie całkiem jasna jest także tożsamość etniczna „huńskiego” króla Gordasa, który według źródeł bizantyńskich w roku 527 miał się nawrócić na chrześcijaństwo, został jednak zamordowany przez swojego brata, gdy spalił czczone przez swój lud bożki. Bardziej pewna jest identyfikacja ludu, który na północ od Derbentu tworzył tzw. „Kaukaskie królestwo Hunów” i w roku 682 był przedmiotem misji albańskiego biskupa Izraela. Nie wiadomo nic o początkach tego państwa, ale ci Hunowie są wyraźnie odróżniani od Sabirów. Ich królestwo podlegało Chazarom i stanowili oni odrębną grupę aż do końca VII wieku, kiedy przestali figurować w źródłach. Była to ostatnia społeczność opisywana jako huńska, jeśli nie zaliczyć do takiej huńskiego biskupstwa wymienionego w Notitia episcopatum, datowanego na połowę VIII wieku.

## Pochodzenie i język
Zgodnie z hipotezą wysuniętą po raz pierwszy przez Josepha de Guignesa w roku 1758, Hunowie są potomkami Xiongnu, od IV w. p.n.e. koczujących na północ od Chin. W roku 36 p.n.e., a potem znowu w roku 91 n.e., po klęskach poniesionych w walce z wojskami dynastii Han część Xiongnu udała się na zachód. Druga z tych grup w roku 153 miała znajdować się na północ od pasma Tienszan (o jej dalszych losach brak informacji). W dokumencie sogdyjskim z roku 313 znajduje się informacja, że „Xwn” splądrowali Luoyang, natomiast ze źródeł chińskich wynika, że byli to Xiongnu. Z kolei Dharmaraksza w swoich przekładach z sanskrytu oddawał „Hūṇa” (utożsamianych z Heftalitami) jako „Xiongnu”. Dla specjalistów z dziedziny fonologii chińskiej bliskość starożytnej wymowy chińskich znaków, które dzisiaj transkrybuje się jako „Xiongnu” do sogdyjskiego „Xwn” czy sanskryckiego „Hūṇa”, nie ulega wątpliwości. Przeciwnicy tej koncepcji zauważają jednak, iż termin „Hun” często pełnił rolę generalnego określenia ludów barbarzyńskich. Tak np. Hunami Bizantyńczycy często określali Węgrów lub Turków Osmańskich. „Niemcy nie są ani Hunami, ani Xiongnu, chociaż w korespondencji z Franklinem D. Rooseveltem Winston Churchill nazywa ich Hunami. Lud, który zdobył Luoyang w 311 nie może być identyczny z ludem, który walczył z Gotami około sześćdziesiąt lat później”.
Nawet zwolennicy utożsamienia nazw „Xiongnu” i „Hunowie” przyznają, że nie oznacza to, iż Hunowie europejscy są bezpośrednimi potomkami Xiongnu. Nazwa „Hunowie”, wywodząca się od Xiongnu, mogła bowiem być używana kolejno przez wiele plemion. Należy zatem mówić raczej nie o tym, że europejscy Hunowie są potomkami Xiongnu, lecz iż używając ich imienia, chcieli być za takich uważani. W Księdze Wei pod datą roczną 457 znajduje się zapis, zgodnie z którym „dawniej Xiongnu zabili króla (Sogdiany) i zagarnęli jego kraj. Król Huni jest trzecim królem tej linii”. W innym miejscu wspomina ona z kolei o „resztkach potomków Xiongnu” jako zachodnich sąsiadach odłamu Rouran, na północny zachód od Gobi, około 400 roku n.e. Sugeruje to przetrwanie tożsamości Xiongnu daleko na północy, w miejscu, gdzie należało się ich spodziewać po tym, jak większość ich oddziałów przekroczyła Wołgę albo Syr-darię. Z archeologicznego punktu widzenia nie budzi dzisiaj większych wątpliwości fakt wywodzenia się huńskich kotłów z Węgier od kotłów Xiongnu – były one używane i zakopywane w tych samych miejscach, nad brzegami rzek, co dowodzi istnienia kulturalnej ciągłości pomiędzy Xiongnu i Hunami. W sumie zatem „nie posiadamy nieprzerwanego łańcucha świadectw, które bezpośrednio łączyłyby Xiongnu z Hunami. Ale taki łańcuch wydaje się prawdopodobny. Rdzeń Xiongnu (nie jest jasne czy etniczny, czy polityczny) pozostał, zachowując swoją pełną prestiżu nazwę, podczas gdy doznawał przemian etnicznych i bardzo prawdopodobnie językowych”.
Hunowie, wędrując z Azji Środkowej, wchłonęli elementy irańskie, słowiańskie i germańskie. Wieloetniczność Hunów potwierdzają zapiski historyków starożytnych, które świadczą, że mówiło się wśród nich wieloma językami. Za język „właściwych” Hunów uważa się najczęściej jakąś odmianę tureckiego lub innego języka ałtajskiego, uzasadniając to rozważaniami etymologicznymi (np. imię Attyla wiąże się z tureckim określeniem Wołgi – Atil/Itil). Według Omelana Pricaka huński był językiem ałtajskim, „pomiędzy tureckim a mongolskim, prawdopodobnie bliższym temu pierwszemu niż ostatniemu. Język ten miał silne powiązania ze starobułgarskim i współczesnym czuwaskim”. Ostateczne rozstrzygnięcie kwestii językowej afiliacji Hunów nie jest jednak możliwe, ponieważ „nie ma niepodważalnego świadectwa dotyczącego ich języka. […] Bardzo niewiele słów języka Hunów – w większości imion – zostało odnotowanych we współczesnych im źródłach i ich analiza, lub, jak powinniśmy raczej powiedzieć, odcyfrowanie, nie przyniosło powszechnie zaakceptowanych lub możliwych do przyjęcia rozwiązań”. Źródła nie pozostawiają wątpliwości, że wygląd typowych Hunów bardzo różnił się od wyglądu mieszkańców świata rzymskiego. Opis Attyli dany przez Priskosa wskazuje, że był on mongoloidem. Jednakże tych niewiele grobów, które mogą być uważane za huńskie, zawiera zaledwie kilka mongoloidalnych czaszek i żadna z nich nie może być z pewnością przypisana Hunom. Znaczne proporcje elementu niemongoloidalnego, znalezionego w grobach datowanych na okres huński, pokazują mieszany charakter populacji zarówno najeźdźców, jak i podbitych. Jednym z wyjaśnień bardzo małej ilości pozostałych po nich szkieletów może być praktykowanie przez Hunów kremacji zmarłych, choć zwyczaj ten nie jest wspomniany w źródłach pisanych.

## Kultura

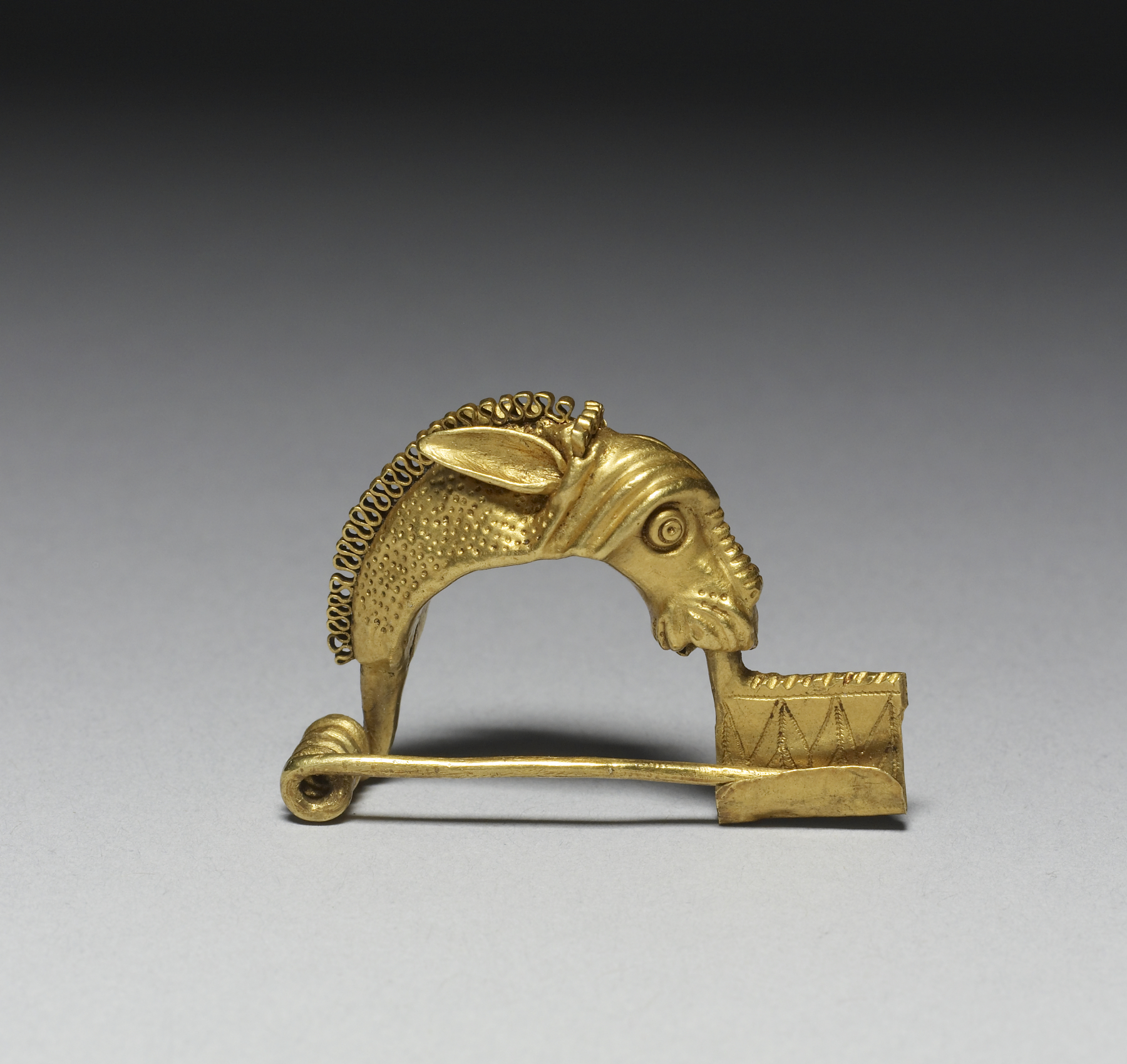
Huńska fibula z motywem głowy konia

Zachowało się wyjątkowo mało pozostałości archeologicznych kultury Hunów, jednakże nawet te nieliczne przedmioty, których charakter można bez wątpliwości określić jako huński, jasno wskazują na ich pochodzenie z Azji Wewnętrznej. Są to m.in. refleksyjne łuki kompozytowe i wspomniane już brązowe kotły, w większości w kształcie chińskich dzwonów. Kotły znalezione w Europie posiadają oczywiste odpowiedniki w Azji Środkowej, Syberii i północnych Chinach. Zgodne ze zwyczajami koczowników Wielkiego Stepu są także znane huńskie praktyki dyplomatyczne (takie choćby jak negocjacje prowadzone na grzbietach koni), a opis pogrzebu Attyli wskazuje, że także ryty pogrzebowe Hunów nie różniły się znacząco od rytów ich pobratymców azjatyckich. Według wspomnianego już biskupa Izraela, kaukascy Hunowie składali w ofierze konie „gigantycznemu, dzikiemu potworowi, którego przywoływali jako boga T’angri Chana”, oraz oddawali cześć ogniu, wodzie, bogom dróg i księżycowi, „a wszystkie stworzenia w ich oczach były w pewien sposób godne szacunku”. Wszystko to ma swoje odpowiedniki w kultach ludów tureckich, a T’angri Chan to oczywiście Tengri, najwyższy bóg ludów ałtajskich.
Hunowie według rzymskich obserwatorów byli narodem wojowników. Ich jedyną produktywną i możliwą do sprzedania na rynku umiejętnością były działania militarne. Wartość bojowa Hunów zależała od ilości pastwisk dostępnych dla ich koni. Ich porażki militarne próbuje się wyjaśnić tym, że kiedy osiedli na Nizinie Węgierskiej, ze względu na jej warunki musieli się stać półkoczownikami lub nawet całkowicie zrezygnować z koczownictwa. Ich siły nie były już w większości konne i pozbawione charakterystycznej dla koczowników ruchliwości utraciły swoją przewagę nad Rzymianami. Tereny Europy Zachodniej, ze względu na brak dostatecznej ilości paszy dla koni, nie nadawały się do zastosowania tradycyjnej strategii koczowniczej. Jak pisze Denis Sinor, „na Polach Katalaunijskich Hunowie stanowili mniejszość armii huńskiej, w bitwie Goci walczyli z Gotami na swój tradycyjny sposób. W relacji danej przez Jordanesa nie wspomina się o szarżach kawalerii huńskiej, które robiły takie wrażenie na tych, co widzieli je wcześniej, a „deszcz strzał”, również tak typowy dla huńskiej sztuki wojennej, miał pochodzić od Rzymian, nie od Hunów. [..] Hunowie na Polach Katalaunijskich mogą być porównani do piechoty morskiej operującej głęboko na lądzie, z dala od brzegu, z przerwanymi liniami zaopatrzenia”. Nie są znane żadne szczątki huńskich koni, jednak źródła zawierają wiele odniesień do tych brzydkich, lecz wytrzymałych zwierząt. Dostępny jest także ich dosyć szczegółowy opis, pozostawiony przez weterynarza Wegecjusza. Na tej podstawie można bezpiecznie założyć, że typowy huński koń pochodził od kuca mongolskiego.